# Movimento Corretivo (Iêmen do Sul)
O Movimento Corretivo  (em árabe: الثورة التصحيحية), referido oficialmente como "Movimento Corretivo Glorioso" e, muitas vezes referido como "Etapa Corretiva", foi a tomada de poder da Frente de Libertação Nacional pela facção marxista liderada por Abdul Fattah Ismail em um golpe palaciano em 22 de junho de 1969.  A tomada de poder esquerdista mais tarde levou à criação do Partido Socialista Iemenita (YSP), e a transformação do Iêmen do Sul em um Estado socialista.